# 东坡街道
东坡街道，是中华人民共和国四川省成都市青羊区下辖的一个已撤销的乡镇级行政单位。2019年12月，青羊区调整部分街道行政区划。撤销东坡街道，将原东坡街道所属行政区域划归光华街道管辖。
调整后，光华街道辖双新路社区、贝森路社区、清水河社区、东坡路社区、财大社区、花园社区和浣花社区二环路中心线以西、清康社区二环路中心线以西行政区域，光华街道办事处驻玉宇路977号。

## 行政区划
东坡街道下辖以下地区：
贝森路社区、双新路社区和清水河社区。